# Theodor von der Goltz

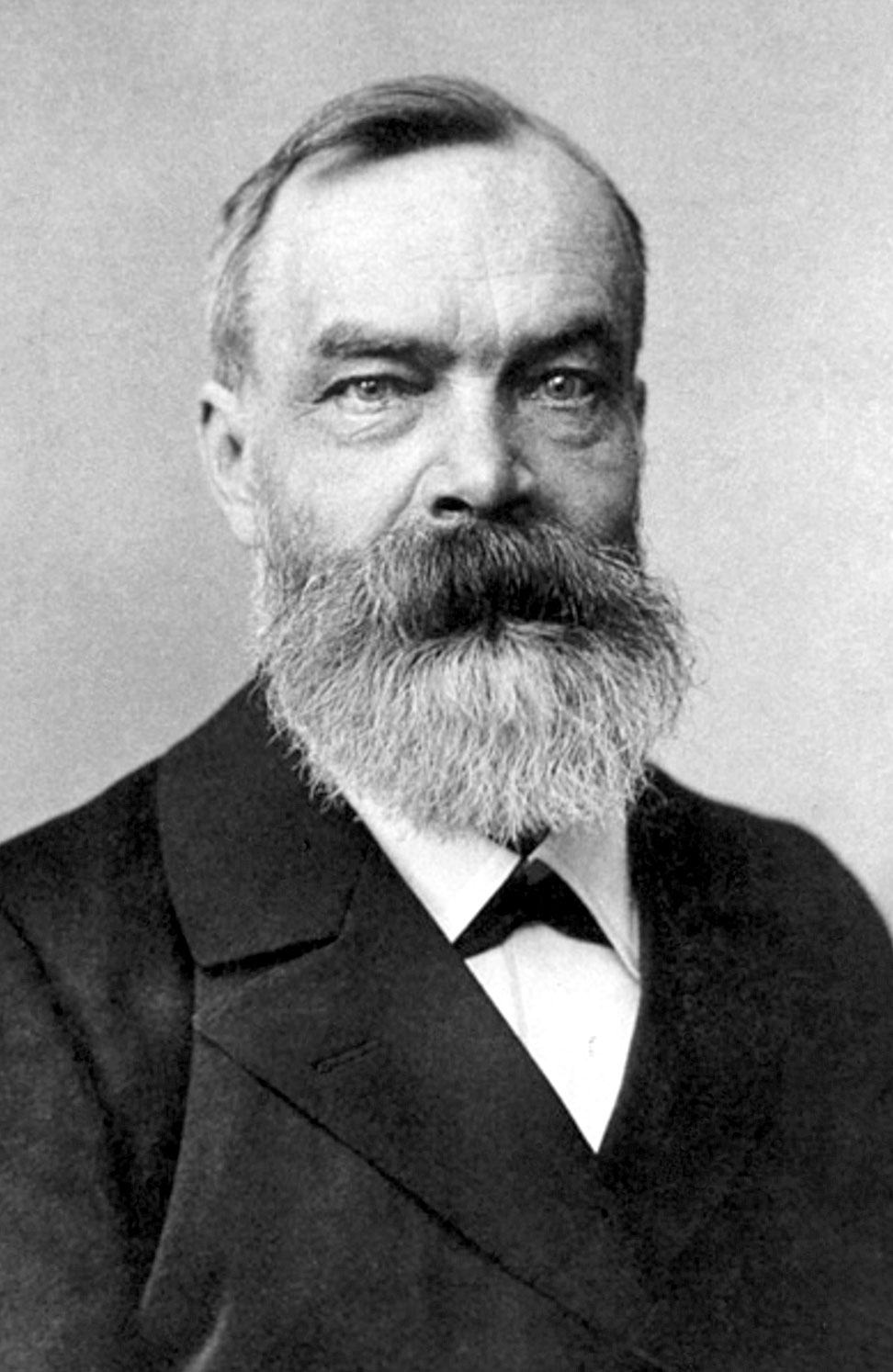
Theodor von der Goltz

Theodor Alexander Georg Ludwig Freiherr von der Goltz (* 10. Juli 1836 in Koblenz; † 6. November 1905 in Bonn) war ein deutscher Agrarwissenschaftler.

## Leben

### Herkunft
Theodor entstammte der alten neumärkischen Adelsfamilie von der Goltz.  Der Generalmajor Alexander Wilhelm von der Goltz war sein Großvater. Er war der Sohn des Oberstleutnants und Schriftstellers Alexander Ferdinand Philipp Wilhelm Freiherr von der Goltz  (* 7. Mai 1800 in Königsberg; † 28. April 1870 in Koblenz)  und dessen Frau Maria Goebel  (* 30. Juni 1804 in Solingen; † 22. Mai 1864 in Koblenz), die Schwester des Theologen Maximilian Goebel (* 13. März 1811 in Solingen; † 13. Dezember 1857 in Koblenz).  Seine Brüder waren, der Theologe und Kirchenpolitiker Hermann von der Goltz sowie der Politiker Alexander von der Goltz.

### Werdegang
Gemeinsam mit seinem um ein Jahr älteren Bruder Hermann Alexander Georg Maximilian besuchte er das Gymnasium in Koblenz. Im Herbst 1853 begann er an der Universität Erlangen ein Studium der Rechts- und Staatswissenschaften und trat in die Studentenverbindung Wingolf ein. Nachdem er ein Semester lang an der Universität Bonn studiert hatte, wurde er 1854 wegen einer schweren Augenerkrankung genötigt seine Studien zu unterbrechen. Er entschloss sich zu einer mehr praktischen Ausbildung und absolvierte eine landwirtschaftliche Ausbildung, wo er ein Jahr lang in Ramelow in Pommern die Praxis der Landwirtschaft kennen lernte. Ab Herbst 1858 studierte er an der Landwirtschaftlichen Akademie in Bonn-Poppelsdorf. Nachdem er dort 1860 sein Abgangsexamen und übernahm er im August 1860 eine Stelle als Landwirtschaftslehrer an der Ackerbauschule in Gut Riesenrodt bei Werdohl im Kreis Altena (Westfalen). Dort schrieb er eine Abhandlung Über die Möglichkeit und Zweckmäßigkeit landwirtschaftlicher Vereinigungen nebst Vorschlägen zu deren Organisation.
1862 erfolgte seine Promotion zum Doktor der Philosophie an der Universität Leipzig, danach übernahm Goltz eine Lehrtätigkeit an der Landwirtschaftlichen Akademie Waldau (Ostpreußen) und gleichzeitig die Leitung der dortigen Landwirtschaftsschule. 1869 wechselte er als ordentlicher Professor für Landwirtschaft an die Universität Königsberg. 1865 führte ihn ein Auftrag der preußischen Regierung in die neu erworbene Provinz Schleswig-Holstein, 1867 wurde er zur Pariser Weltausstellung entsendet und im Juni 1869 wurde er als ordentlicher Professor und Direktor des dort eingerichteten Landwirtschaftlichen Universitätsinstituts ernannt. Er beteiligte sich in Königsberg nicht nur an Themen zur Landwirtschaft, sondern engagierte sich auch in kirchlichen und sozialen Fragen. Im Sommersemester 1885 war Goltz Rektor der Albertina. Im Wintersemester 1885/86 nahm er eine Professur für Landwirtschaftslehre an der Universität Jena an, wurde dort Direktor am landwirtschaftlichen Institut in Jena und man ernannte ihn zum Hofrat von Sachsen-Weimar-Eisenach. Auch in Jena beteiligte er sich an den organisatorischen Aufgaben der Hochschule und war im Wintersemester 1893 Rektor der Salana. 1895 übernahm er die Stelle des Direktors der Landwirtschaftlichen Akademie Bonn-Poppelsdorf und eine ordentliche Professur für Landwirtschaft und Agrarpolitik an der Universität Bonn. In dieser Doppelfunktion wirkte er dort bis zu seinem Tode. Goltz war Ritter des herzoglich-sächsischen Hausordens vom weißen Falken und Träger des preußischen roter Adlerordens III. Klasse.

### Familie
Theodor von der Goltz hatte sich am 23. Juli 1869 mit Berta Agnes Therese Theodora Karoline Wilhelmine Ferdinande Freiin von der Goltz (* 29. März 1838; † 27. Dezember 1901 in Bonn) verheiratet. Aus der Ehe stammt die Tochter Maria Theodora Freiin von der Goltz (* 29. Oktober 1870; † 16. Oktober 1951).

## Forschungsschwerpunkte
Goltz gehört zu den bedeutendsten Agrarwissenschaftlern des letzten Drittels des 19. Jahrhunderts. Sein Hauptinteresse galt neben der Agrarpolitik vor allem den ökonomischen Fragen der Landwirtschaft. Er hat ein umfangreiches wissenschaftliches Werk hinterlassen. Seine grundlegenden Beiträge publizierte er überwiegend in Sammelwerken, Lexika und in Festschriften. Meisterhaft verstand er es, das Wissen der Einzeldisziplinen in Lehr- und Handbüchern zusammenzufassen. Damit hat er das Ansehen und den Stellenwert der ökonomischen Fachgebiete innerhalb der Landwirtschaftslehre nachhaltig verbessert. Von vielen seiner Werke erschienen in relativ engen Zeitabständen Neuauflagen. Bis zwanzig Jahre nach seinem Tode hat sein Schüler Conrad von Seelhorst mehrere seiner Lehr- und Handbücher neu bearbeitet und herausgegeben.
In Verbindung mit führenden Agrarwissenschaftlern hat Goltz 1889/90 ein dreibändiges Handbuch der Gesamten Landwirtschaft herausgegeben, das für mehrere Jahrzehnte das maßgebende enzyklopädische Nachschlagewerk der Landwirtschaftswissenschaft gewesen ist. Das landwirtschaftliche Denken von Goltz war stark historisch geprägt. Einen Namen als Agrarhistoriker machte er sich vor allem mit seinem 1902/03 erschienenen zweibändigen Buch Geschichte der deutschen Landwirtschaft. Für die Geschichte der Agrarwissenschaften des ausgehenden 18. und des 19. Jahrhunderts ist es auch heute noch ein hochinformatives Standardwerk.

## Werke (Auswahl)
- Die landwirtschaftliche Buchführung. Verlagsbuchhandlung Paul Parey, Berlin 1866; 13. u. 14. Aufl. neubearbeitet von Conrad von Seelhorst ebd. 1922 = Thaer-Bibliothek Bd. 2.
- Die ländliche Arbeiterfrage und ihre Lösung. Verlag Kafemann, Danzig 1872; 2. umgearb. Aufl. ebd. 1874.
- Landwirtschaftliche Taxationslehre. 2 Teile, Verlagsbuchhandlung Paul Parey, Berlin 1880; 3. umgearb. Aufl. ebd. 1903.
- Handbuch der landwirtschaftlichen Betriebslehre. Verlagsbuchhandlung Paul Parey, Berlin 1886; 4. Aufl. neubearbeitet von Conrad von Seelhorst ebd. 1912.
- Handbuch der Gesamten Landwirtschaft. In Verbindung mit Fachkollegen herausgegeben von Theodor Freiherr von der Goltz, Verlag der H. Laupp´schen Buchhandlung Tübingen 1889/90. Bd. 1: Volkswirtschaftliche Grundlagen und Oekonomik der Landwirtschaft (1890), Bd. 2: Der Acker- und Pflanzenbau (1889), Bd. 3: Die landwirtschaftliche Tierhaltung und die landwirtschaftlichen Nebengewerbe (1890).
- Die ländliche Arbeiterklasse und der preußische Staat. Verlag G. Fischer, Jena 1893.
- Leitfaden der landwirtschaftlichen Betriebslehre. Verlagsbuchhandlung Paul Parey, Berlin 1897; 7. verbesserte Aufl. herausgegeben von Conrad von Seelhorst, ebd. 1922 = Thaer-Bibliothek Bd. 93.
- Festschrift zur Feier des fünfzigjährigen Bestehens der Königlich Preussischen Landwirthschaftlichen Akademie Poppelsdorf. Reichsdr. Berlin, Bonn 1897. Digitalisat
- Agrarwesen und Agrarpolitik. Verlag G. Fischer, Jena 1899; 2. umgearb. Aufl. ebd. 1904.
- Geschichte der deutschen Landwirtschaft. 2 Bände, Verlag Cotta, Stuttgart 1902/03. Unveränderte Neudrucke: Scientia-Verlag Aalen 1963 u. 1984.